# Форман, Стэнли
Стэнли Джозеф Форман (род. 10 июля 1945, Уинтроп, Массачусетс) — американский фотожурналист, получивший две Пулитцеровские премии (1976 г. и 1977 г.) за новостную фотографию, работая в Boston Herald.

## Карьера
Стэнли Форман родился в городе Уинтропе, штат Миннесота, США. Он обучался в Технологическом институте имени Бенджамина Франклина с 1965 по 1966 год, занимался изучением искусства фотографии. Получив высшее образование, он стал оператором для политических кампаний. Спустя время пришел в Boston Herald American в качестве техника фотолаборатории. Позже Формана повысили до штатного фотографа.
В 1975 году Форман получил премию World Press Photo of the Year от World Press Photo за фотографию «Обрушение пожарной лестницы». На ней изображены 19-летняя Диана Брайан и её двухлетняя крестница, Тиара Джон, которые падают с лестницы, обрушившейся при пожаре в их доме в Бостоне, штат Массачусетс.
Он является первым фотографом, получившим Пулитцеровскую премию за новостную фотографию. Причем он побеждал два года подряд (1976 и 1977). В 1976 году премия была получена за фотоснимок «Обрушение пожарной лестницы», а в следующем году Форман стал соавтором той же награды за фотоснимок «Пачкание старой славы». Он изображает чернокожего адвоката Теда Ландсмарка, на которого напал белый подросток Джозеф Рейкс. В руках парня — флагшток с американским флагом в качестве оружия в разгар кризиса Бостонской десегрегации.
В 1979 году команда фотографов Формана в газете «Boston Herald American» получила Пулитцеровскую премию за художественную фотографию снежной бури 1978 года в Бостоне. Однако сам Форман не сделал ни одной фотографии, которая привела бы к присуждению премии, потому что он восстанавливался после травмы ахиллова сухожилия.
В следующем году он был назван стипендиатом Nieman Fellow и удостоен мемориальной премии Джозефа А. Спрэга от Национальной Ассоциации фотографов прессы.
С 1983 года Форман работал оператором на Бостонском телеканале WCVB-TV.

## Премии и номинации
- 1975 — Лауреат Премии Sigma Delta Chi Award
- 1975 — Победитель конкурса World Press Photo of the Year за фото «Обрушение пожарной лестницы»
- 1976 — лауреат Пулитцеровской премии за новостную фотографию «Обрушение пожарной лестницы»
- 1977 — соавтор Пулитцеровской премии за новостную фотографию за «Пачкание старой славы»
- 1980 — Nieman Fellow
- 1980 — Мемориальная Премия Национальной Ассоциации Фотографов Прессы Джозефа А. Спрэга
- 2017 — премия «Серебряный круг» Национальной академии телевизионных искусств и наук